# 西川嘉義
西川 嘉義（にしかわ かぎ、1864年2月25日（文久4年1月18日） - 1921年（大正10年）3月21日）は、尾張出身の名古屋西川流舞踊家。本名、織田かぎ。鍵、嘉儀とも記される。旧姓、竹村。尾張藩士族の娘。尾張藩重臣織田氏の娘である養母・西川幾（織田いく）は初代西川鯉三郎を名古屋に招いた一番弟子で、名古屋西川流の柱であった。明治・大正期の美人舞踊家として活躍したが、初代鯉三郎亡き後の跡目争いで精神的に追いつめられた嘉義は自ら命を絶った。祖父は尾張藩重臣織田氏の家令竹村鶴叟。坪内逍遥の親族である。

## 人物
江戸時代末期、尾張藩名古屋城東の飯田町16番に生まれた。父は士族竹村光慶、母はゆき、祖父は尾張藩士で俳人の竹村鶴叟。弟妹は誠也、まり、くめ。鶴叟の妹リオは、坪内逍遥の祖母である。
織田いくは尾張藩士織田弥三兵衛信久の長女で踊りを初め藤間勘十郎に学び、1841年（天保12年）名古屋に西川鯉三郎を招いた。鯉三郎は1860年1月19日、35歳で「御免踊指南」の公許を得る（西川鯉三郎免許の跡）。織田いくは「名古屋西川流」創流を支援して弟子となり、1863年（文久3年）名取（苗字免許）第一号「西川幾」となって、名古屋西川流の柱となる。
1872年（明治5年）かぎは9歳で元尾張藩士織田車友（おだしゃゆう）と妻・いく（西川幾）の養女となる。車友は俳人で通称を忠右衛門、尾張藩の大番組に属した。俳諧をかぎの祖父竹村鶴叟や京都の花の本芹舎に学んだ。廃藩置県ののち手習いと読書の塾を開き、かぎはそこに学んだ。
かぎは養母・幾の教えを受けるとともに幾が鯉三郎の稽古場に通うのに同行、1875年（明治8年）には、12歳で名古屋西川流に正式に入門した。1877年（明治10年）西川の苗字を許され「西川嘉義」となり、1892年(明治25年）独立した。1896年（明治29年）「西川嘉義丸門人舞踊温習会」を主宰。
1899年（明治32年）西川鯉三郎没。まもなく自身病気にかかり稽古を休む。原因は弟子の席順から起こった名古屋西川流一門のもめごとであるという。鯉三郎没後は、鯉三郎の跡目争いが起こり、西川嘉義と「合議制」を持ち出して対抗した幾の弟子西川石松によって、幾・嘉義派と石松派が正面衝突した。
1905年（明治38年）養母・幾が没し、翌1096年（明治39年）御園座で幾の追善供養会を催し「面影」を舞った。病は回復したが、「名古屋では好もしくなく」大阪堀江に来ていた弟子西川嘉幸の勧めにより南地を預かることになった。また、将来の方針について相談していた、遠戚である坪内逍遥の推薦により、1908年（明治41年）5月、早稲田大学縁故者発起同図書館音楽会に出演、「木賊刈」「賤機帯」を舞った。
1898年（明治42年）大阪南地演舞場の専属として、三津寺町に稽古場を開いた。1911年（明治43年）堀江の弟子西川嘉幸と西川嘉鶴がやめたためそちらも預かることになり、堀江に移り、「木の花踊」の創始者となった。
1917年（大正6年）名古屋西川流舞踊会を開催、娘長子を相手に坪内逍遥作「一休禅師」を初演した。舞踊家としての名声はますます揚がっていたが、後継者として将来を期待せられていた長子が、1920年（大正9年）第6回「木の花踊」のあと病没。
1921年（大正10年）2月、師・鯉三郎23回忌追善法要と名古屋の弟子名取試験のため来名。3月9日までの滞在中、「芸道の上に、孤立した自らの姿を今更にマザマザと見」「心を掻き乱し」、帰阪後の3月21日夜半に稽古場で、58歳で自ら命を絶った。全国的に著名な美人舞踊家で、士族織田氏の娘である西川嘉義が自殺したことで、名古屋西川流一門として大きなトラブルとなり社会的にも知られたため、1899年に初代鯉三郎亡き後は40年以上も家元空位であった。鯉三郎の名跡も40年間継がれなかった。
死後、1922年（大正11年）坪内逍遥の撰文による記念碑が八事興正寺に建てられた。その中で、逍遥は次のように嘉義の事を評している。

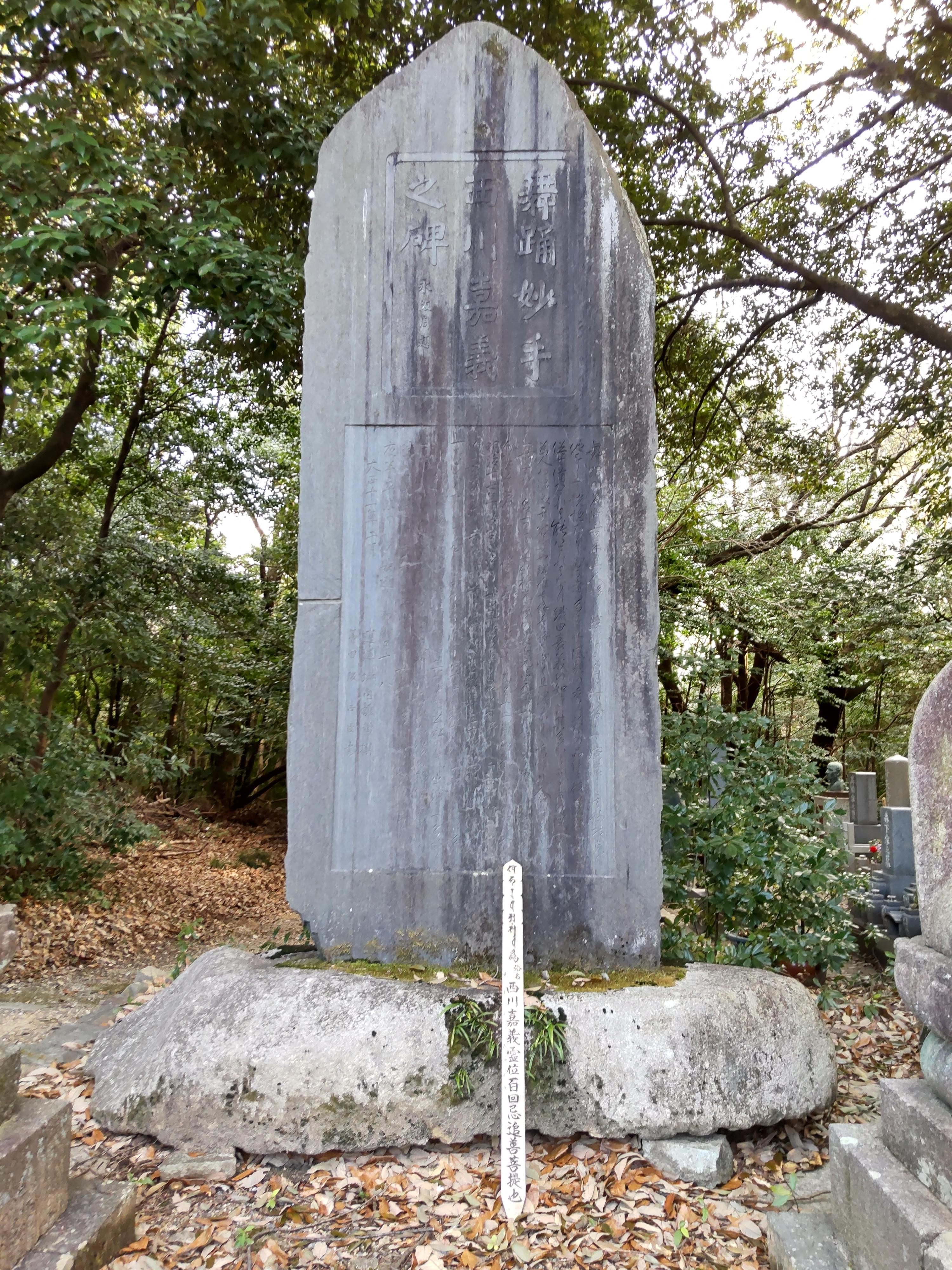
舞踊妙手西川嘉義之碑